# Іваницький Сократ
Сокра́т Івани́цький (* 8 липня 1897, Чорнівка, Австро-Угорщина— † 8 липня 1974, Мюнхен, Німеччина) — український військовий , командир сотні УСС, чоловік відомої оперної співачки Іванни Синенької-Іваницької.

## Життєпис
Народився 8 липня 1897 у селі Чорнівка на Буковині (тепер Новоселицького району Чернівецької області).
З 1907 року навчався у Чернівцях у німецько-українській гімназії. Склав іспит зрілості під час відпустки з війська 23 січня 1918.

### На службі Україні
Із серпня 1915 року служив у Леґіоні УСС, де командував другою сотнею І куреня І полку, потім ІІІ куренем.
Улітку 1917 року він був поранений і одвезений на перев'язний пункт до села Великих Чорнокінців, де познайомився із майбутньою дружиною Іванню Синенькою-Іваницькою.
Пізніше служив в УГА, активний учасник Українсько-польської війни, комендант оборони села Підбірці. Зокрема, у 1919 році в ранзі поручника УСС брав участь у боях поблизу Христинівки, Умані.

### На еміграції
Після поразки Перших Визвольних змагань опинився у таборі інтернованих вояків УГА в Ліберці в Чехії. Тут він закінчив курси Торговельної академії у 1921, а згодом у 1925 правничий відділ Карлового університету в Празі.
Цього ж року у листопаді виїжджає на роботу до Ужгорода на посаду адвокатського практиканта.
23 листопада 1934 року Іваницький отримав ступінь доктора права в Карловому університеті.
Польська прокуратура порушила проти нього як колишнього коменданта оборони Підбірців кримінальну справу і йому довелось переховуватися від видачі Польщі. У березні 1938 року він переїхав до Берліна і вступив до Українського наукового інституту, де разом з Ярославом Рудницьким працював над складанням Українсько-німецького словника. Згодом працював у створеній німцями Українській установі довір'я, призначеній для реєстрації української еміграції в Німеччині.
Після війни оселився в Мюнхені, працював викладачем кафедри міжнародного права Українського вільного університету, згодом доцентом та професором. З 19 березня 1966 по 15 лютого 1974 проректор Українського технічно-господарського інституту.

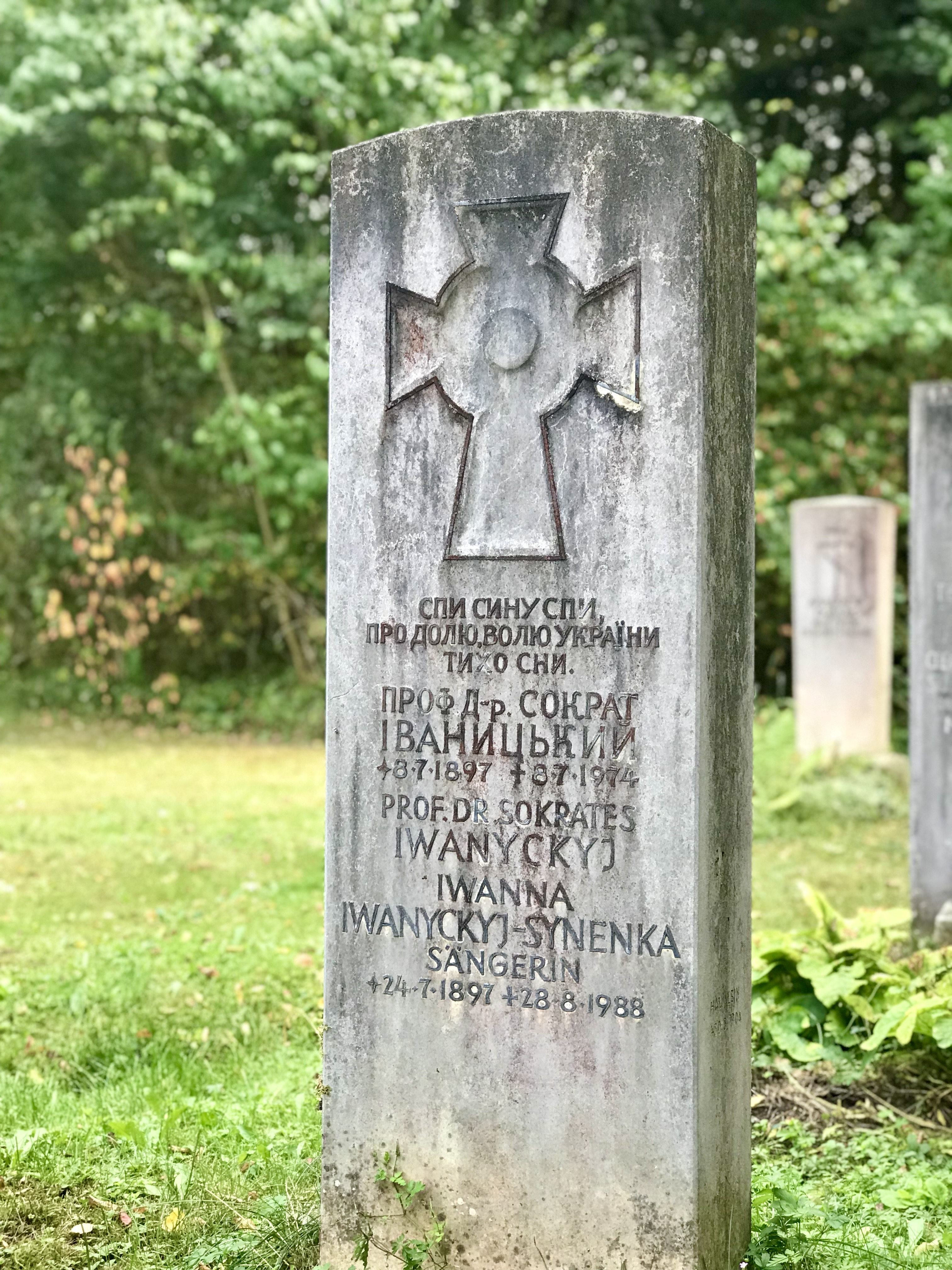
Надгробок могили Сократа Іваницького в Мюнхені, цвинтар Вальдфрідгоф

Крім того, обіймав посади наукового співробітника Інституту по вивченню історії культури народів СРСР та члена Інституту для вивчення проблем Східної Європи УВАН.
Помер 8 липня 1974 у Мюнхені, похований на кладовищі Вальдфрідгоф.

## Праці
- «Переяславський договір з 1654 р.: Правна якість заложеного цим договором відношення договірних сторін» (Ню-Йорк; Детройт; Скрентон, 1954.